# جينيفر إيليسون
جينيفر ليسلي إيليسون (بالإنجليزية: Jennifer Lesley Ellison)‏ وهي ممثلة وعارضة أزياء وإعلامية وراقصة ومغنية إنكليزية ولدت في يوم 30 مايو 1983 ولدت في مدينة ليفربول في إنجلترا في المملكة المتحدة مثلت في فلم شبح الأوبرا.

## روابط خارجية
- جينيفر إيليسون على موقع IMDb (الإنجليزية)
- جينيفر إيليسون على موقع ألو سيني (الفرنسية)
- جينيفر إيليسون على موقع ميوزك برينز (الإنجليزية)
- جينيفر إيليسون على موقع أول موفي (الإنجليزية)
- جينيفر إيليسون على موقع قاعدة بيانات الأفلام السويدية (السويدية)
- جينيفر إيليسون على موقع ديسكوغز (الإنجليزية)
- جينيفر إيليسون على موقع قاعدة بيانات الفيلم (الإنجليزية)
- جينيفر إيليسون على موقع كينوبويسك (الروسية)